# Ефект імпортних закупівель
Ефект імпортних закупівель (англ. Effect of import purchases) — показник, що показує зменшення сукупного попиту на вітчизняні товари та послуги, якщо ціни на них будуть вищими, ніж на зарубіжні аналоги.

## Опис
Імпорт і експорт є важливими компонентами сукупних витрат. Зараз нам варто відзначити, що обсяги нашого імпорту і експорту залежать, крім усього іншого, від співвідношення цін у нас і за кордоном.
Ефект імпортних закупівель пов'язаний зі станом торгового балансу країни. Він говорить, що при збільшенні рівня цін падає експорт даної країни: товари і послуги там стають дорожчими, а імпортовані товари — щодо дешевше для населення. Отже, збільшується імпорт в країну і падає експорт з неї. З цього випливає, що величина чистого експорту знижується, а обсяг сукупного випуску — падає.
Даний ефект більш відомий як «ефект Манделла-Флемінга», названий так по іменах його авторів: канадця Роберта Манделла і англійського економіста Джона Флемінга.

## Вплив на сукупний попит
Сукупний попит — попит, який пред'являється всіма суб'єктами мікрорівня на всіх товарних ринках. Попит на товари і послуги одночасно є пропозицією грошей. На характер сукупного попиту впливають цінові фактори та нецінові.
До цінових належать :
1. ефект процентної ставки;
2. ефект реального багатства;
3. ефект імпортних закупівель.

Ефект імпортних закупівель означає, що при збільшені рівня цін в країні населення буде надавати перевагу імпортним товарам і послугам, а не вітчязняним. Іноземці зменшать свій попит на товари і послуги даної країни через їх подорожчання. Відповідно, відбудеться зменшення експорту і збільшення імпорту.
Якщо ціни на товари усередині країни ростуть, їх експорт стає більш дорогим і проблематичним, разом з тим збільшується попит на більш дешеві імпортні товари. В результаті обсяг чистого експорту зменшиться, як і сукупний попит. Збільшення ж експорту і зниження імпорту будуть сприяти зростанню сукупного попиту.
Ефект імпортних закупівель є ціновим фактором сукупного попиту, який опосередковано реалізує обернену залежність сукупного попиту від ціни. Його вплив на сукупний попит відтворюється на графіку з допомогою руху економіки вздовж нерухомої кривої сукупного попиту.